# قرار مجلس الأمن التابع للأمم المتحدة رقم 1231
قرار مجلس الأمن التابع للأمم المتحدة رقم 1231، المتخذ بالإجماع في 11 آذار / مارس 1999، بعد الإشارة إلى القرارين 1181 (1998) و1220 (1999) بشأن الحالة في سيراليون، مدد المجلس ولاية بعثة مراقبي الأمم المتحدة في سيراليون حتى 13 يونيو 1999.
بدأ القرار بالإعراب عن القلق إزاء الحالة الهشة في سيراليون وأعرب عن التزام جميع البلدان بسيادة البلد وسلامته الإقليمية.
ورحب مجلس الأمن باعتزام الأمين العام كوفي عنان إعادة إنشاء بعثة مراقبي الأمم المتحدة في سيراليون في العاصمة فريتاون وزيادة العدد الحالي للمراقبين العسكريين وموظفي حقوق الإنسان. وأدان الفظائع وانتهاكات القانون الإنساني الدولي التي يرتكبها المتمردون ضد السكان، ولا سيما ضد النساء والأطفال، بما في ذلك استخدام الأطفال كجنود وتقديم الجناة إلى العدالة. ودعا الأطراف إلى احترام حقوق الإنسان وحياد العاملين في المجال الإنساني.
وكان هناك قلق من تقديم الدعم للمتمردين من خلال الأسلحة والمرتزقة عبر ليبريا المجاورة. وأقر برسالة من رئيس ليبريا تشارلز تيلور بشأن الإجراءات التي اتخذتها للحد من تورط المواطنين الليبريين في سيراليون. وفي هذا الصدد، طُلب من الجماعة الاقتصادية لدول غرب أفريقيا النظر في نشر فريق الرصد وموظفي الأمم المتحدة على طول الحدود بين ليبريا وسيراليون. طُلب من جميع الدول مراعاة حظر الأسلحة المفروض على سيراليون في القرار 1171 (1998).
وأخيرا، طُلب من الأمين العام أن يقدم تقريرا عن الحالة بحلول 5 حزيران / يونيو 1999 مع توصيات بشأن نشر بعثة مراقبي الأمم المتحدة في سيراليون في المستقبل.

## روابط خارجية
- نص القرار في undocs.org